# Adozione nell'antica Roma

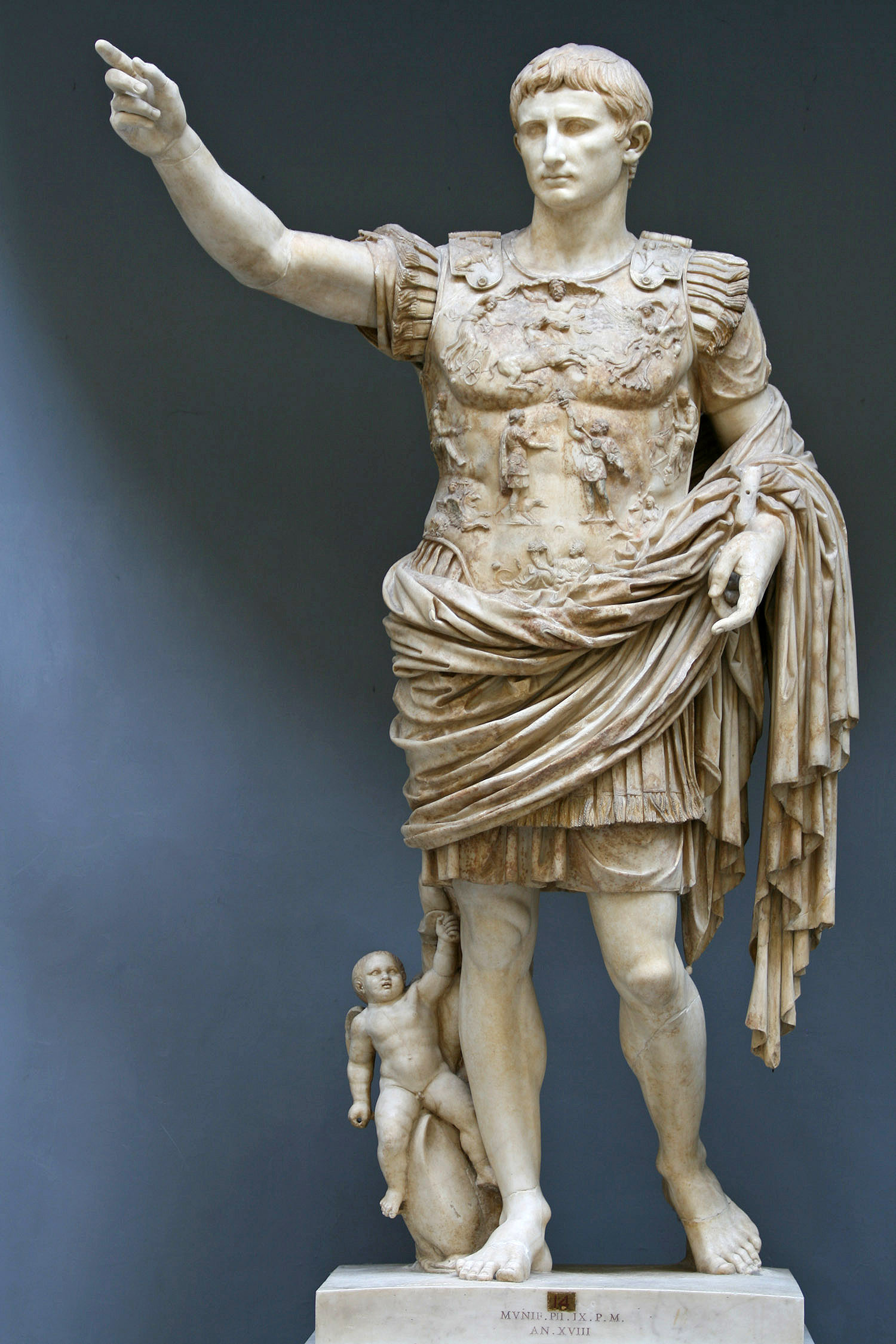
L'Augusto di Prima Porta, statua in marmo attualmente conservata ai Musei Vaticani. Augusto, primo imperatore romano, fu adottato dal prozio materno Gaio Giulio Cesare.

L'adozione, in particolar modo di giovani di sesso maschile, fu nella storia romana una pratica particolarmente diffusa, radicalmente differente dall'attuale adozione legale. Legata in modo imprescindibile alla sfera politica e sociale, essa permetteva a chi adottava di assicurarsi un erede ed una discendenza: spesso, inoltre, garantiva a chi non riusciva a soddisfare questa necessità mettendo al mondo figli naturali, poiché non aveva la possibilità di sostenere gli oneri economici necessari al loro allevamento, la persistenza della stirpe. A livello politico, l'adozione era spesso adoperata come metodo, alla pari della politica matrimoniale, mediante il quale intrecciare alleanze e rapporti di collaborazione. Il meccanismo dell'adozione fu di fondamentale importanza durante il periodo imperiale, poiché molti imperatori non scelsero il loro successore tra gli eredi naturali, ma adottarono come erede la persona che ritenevano più degna di reggere lo stato.

## Cause
Per tutta l'età repubblicana, Roma fu retta da un ristretto numero di gentes cui appartenevano i senatori: era dunque loro interesse garantirsi una discendenza che mantenesse viva la stirpe con le sue tradizioni politiche e religiose; tuttavia l'avere una famiglia numerosa, composta da molti figli, comportava ingenti spese, spesso insostenibili: ogni figlia doveva ricevere, al momento del matrimonio, un'abbondante dote, mentre i figli necessitavano del denaro che permettesse loro di percorrere i gradini del cursus honorum e di avvicinarsi gradualmente alle magistrature supreme. La maggior parte delle famiglie, dunque, non contava più di tre figli, e sono da ritenersi eccezionali casi come quelli di Appio Claudio Pulcro, console nel 79 a.C., che generò addirittura sei figli. L'uso di generare pochi figli esponeva tuttavia al rischio, qualora i nati fossero morti prematuramente, di non avere alcun discendente di sesso maschile che garantisse la persistenza del nome, e l'adozione consisteva, in questi casi, nell'unica soluzione disponibile.
L'adozione fu spesso motivata, invece, anche da fattori puramente politici, a testimonianza dello scarso carattere umano e naturale della famiglia romana, dove i figli si muovevano secondo precise strategie politiche: era indispensabile che coloro che intendevano intraprendere la carriera politica fossero patres familias, ovvero che esercitassero sui familiari la propria autorità paterna, regolata da precise normative legali. In questi casi, per coloro che non avevano figli naturali, l'adozione risultava l'unico metodo per accingersi a salire il cursus honorum. Talvolta l'adozione aveva lo scopo di creare un'alleanza politica, al pari di quanto avveniva con i matrimoni, tra due famiglie di ordine senatorio; in altri casi, l'atto dell'adozione era invece determinato dalla necessità di regolare gli spostamenti dei patrimoni: non era inusuale che un suocero adottasse il ricco genero, una volta che questi era rimasto orfano, in modo tale che ricadesse, assieme al suo patrimonio, sotto la sua autorità paterna.
Era, infine, possibile che adottasse anche chi aveva figli naturali: fu il caso di quanto avvenne durante il periodo imperiale, in particolare nel II secolo. Nell'ambito della dinastia giulio-claudia, l'imperatore Augusto fu adottato dal prozio materno Gaio Giulio Cesare, che ne fece il suo erede politico; Augusto a sua volta adottò il figlio della moglie Livia Drusilla, Tiberio; questi, dopo la morte del figlio naturale Druso minore; adottò a sua volta il nipote Caligola; il suo successore, Claudio, adottò, infine, il pronipote e figliastro Nerone. Dopo la dinastia flavia, durante tutto il periodo del principato adottivo si affermò il principio di adozione del migliore: gli imperatori, optimi principes che governavano in accordo con il senato e in modo equilibrato e saggio, pur avendo spesso figli naturali, designarono come loro successore quello tra i loro collaboratori che ritenevano più meritevole e capace di governare equamente l'impero.

## L'aspetto legale

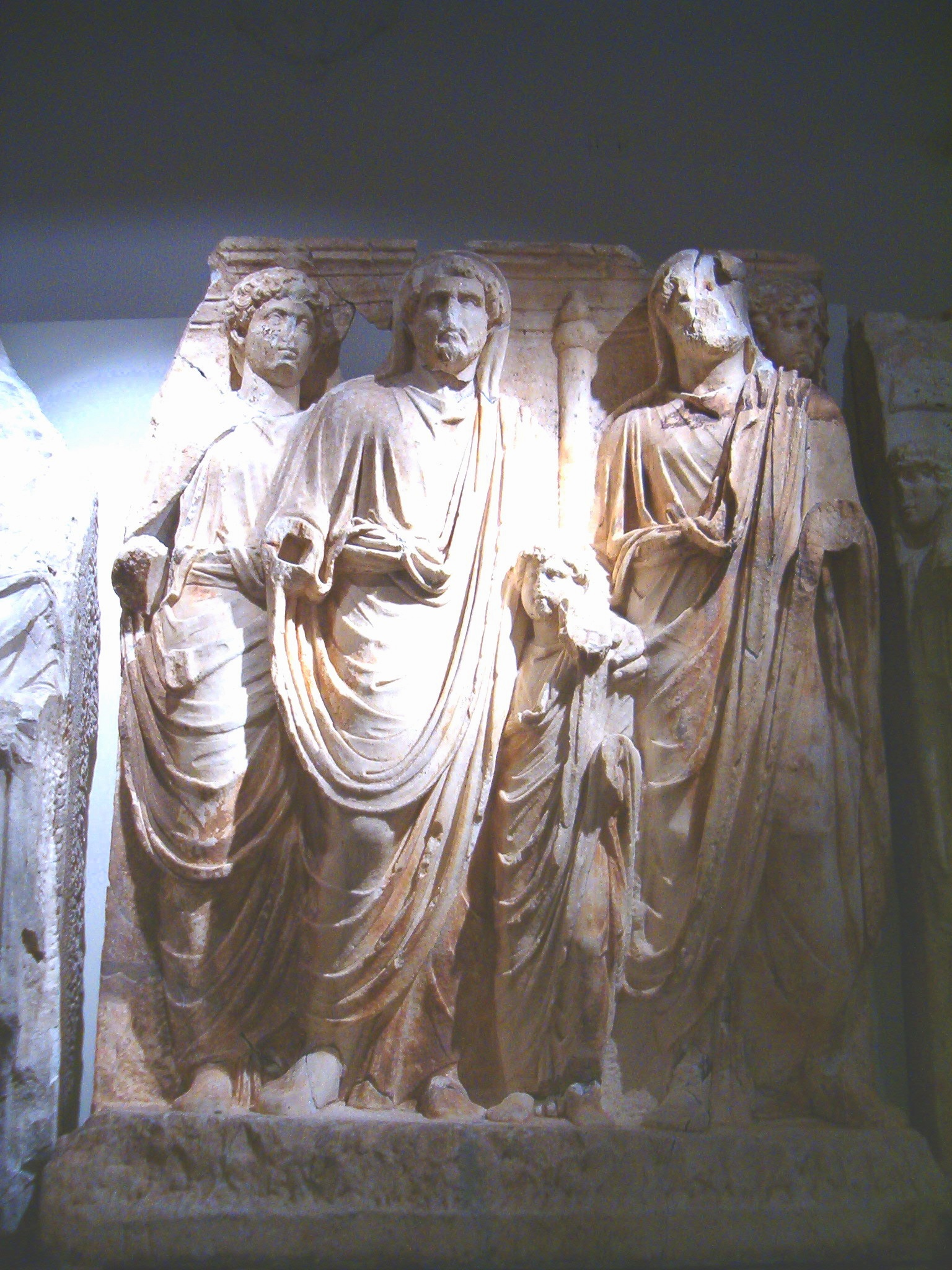
Scena di adozione da Efeso (Monumento dei Parti): Antonino Pio (al centro) con il fanciullo Lucio Vero di sette anni (a destra) e Marco Aurelio di diciassette anni (a sinistra, alle spalle).

Nel diritto romano, il potere di dare un figlio in adozione, sancito fin dal tempo delle leggi delle XII tavole, spettava al pater familias. Il figlio che si dava in adozione era solitamente il maggiore, o comunque il migliore per salute e virtù: l'adozione per le famiglie prive di figli comportava grandi spese per il mantenimento del figlio che si adottava, e dunque si desiderava prendere con sé solo giovani che avrebbero potuto raggiungere ottimi risultati.
L'adozione comportava che il figlio adottivo guadagnasse lo stesso status sociale del pater familias sotto la cui autorità andava a ricadere: un plebeo adottato da un patrizio diveniva anch'egli patrizio; viceversa, un patrizio adottato da un plebeo, diveniva plebeo e poteva accedere alle magistrature e agli incarichi riservati alla plebe. L'adozione di un patrizio da parte di un plebeo, che comportava la transitio ad plebem, ovvero il passaggio allo stato plebeo di chi veniva adottato, doveva essere approvata dal pontefice massimo: è il caso della transitio ad plebem di Publio Clodio Pulcro, che fu adottato dal senatore plebeo Publio Fonteio.
Talvolta il pater familias che dava in adozione il proprio figlio poteva ricevere delle somme di denaro quale indennizzo; colui che veniva adottato, prendeva il nome del padre adottivo, cui si aggiungeva un cognomen costruito con il nomen del padre naturale e il suffisso -anus. Gaio Ottavio Turino, adottato da Gaio Giulio Cesare, divenne infatti Gaio Giulio Cesare Ottaviano. L'adozione non era un fatto segreto né biasimato, e non comportava un totale allontanamento del figlio adottivo dalla sua famiglia d'origine; al contrario, l'adozione serviva spesso a costruire salde alleanze politiche tra due famiglie, che potevano guadagnare così una notevole influenza.
Similare all'adozione era invece la pratica per cui un uomo in fin di vita decideva di affidare i propri figli alla custodia di un altro pater familias, che se ne sarebbe preso cura; si ricordano, al riguardo, Lucio Cornelio Silla, che affidò i figli a Lucio Licinio Lucullo, e l'imperatore Tiberio, che affidò i figli di Germanico, di cui aveva egli stesso la custodia, ai senatori.